# Metin Aktaş
Metin Aktaş (Akçaabat, 1º agosto 1977) è un allenatore di calcio ed ex calciatore turco, di ruolo portiere.

## Palmarès

### Giocatore

#### Competizioni nazionali
- Coppa di Turchia: 1

Trabzonspor: 2002-2003